# Reinier IV
Reinier IV (na 947 - 1013), zoon van Reinier III en van Adela van Leuven, was graaf van Bergen.
Nadat zijn vader in ongenade was gevallen, en naar Bohemen werd verbannen, moest Reinier in 958 met zijn familie naar Frankrijk vluchten. Hij trouwde in 966 met Hedwig, dochter van Hugo Capet. Haar bruidsschat bestond uit de steden Couvin, Fraisne, Nîme, Eve en Bens. Met de steun van zijn machtige schoonvader probeerden Reinier en zijn broer Lambert het erfdeel van hun vader terug te winnen: ze doodden in 973 bij Péronne de graven Renaud en Garnier en bezetten hun graafschappen maar werden door keizer Otto II verdreven. In 976 belegerde Reinier samen met Lambert en met hulp van Karel van Neder-Lotharingen en Otto van Vermandois de stad Bergen maar moest zich na korte tijd weer terugtrekken. In 977 veroverden ze wel een groot deel van het erfdeel van Reinier en Lambert. Otto II besloot vrede te sluiten en liet hen de veroveringen behouden en maakte Karel hertog van Neder-Lotharingen. In 998 werd Reinier ook benoemd tot graaf van Bergen, in opvolging van graaf Godfried II van Verdun.
Reinier en Hedwig kregen de volgende kinderen:
- Reinier V van Henegouwen
- mogelijk Lambert, genoemd in schenking aan de abdij van Florennes
- Beatrix, in haar eerste huwelijk getrouwd met Ebles van Roucy, die van haar scheidde om in 1021 aartsbisschop van Reims te worden. In haar tweede huwelijk trouwde ze met Manesses van Ramerupt, legeraanvoerder van de aartsbisschop van Reims.

## Voorouders
| Voorouders van Reinier IV van Henegouwen | Voorouders van Reinier IV van Henegouwen                          | Voorouders van Reinier IV van Henegouwen                          | Voorouders van Reinier IV van Henegouwen                          | Voorouders van Reinier IV van Henegouwen                          | Voorouders van Reinier IV van Henegouwen                          | Voorouders van Reinier IV van Henegouwen                          | Voorouders van Reinier IV van Henegouwen                          | Voorouders van Reinier IV van Henegouwen                          |
| ---------------------------------------- | ----------------------------------------------------------------- | ----------------------------------------------------------------- | ----------------------------------------------------------------- | ----------------------------------------------------------------- | ----------------------------------------------------------------- | ----------------------------------------------------------------- | ----------------------------------------------------------------- | ----------------------------------------------------------------- |
| Overgrootouders                          | Reinier I van Henegouwen (850-916) ∞ Alberada (854-na 919)        | Reinier I van Henegouwen (850-916) ∞ Alberada (854-na 919)        | ? (-) ∞ ? (-)                                                     | ? (-) ∞ ? (-)                                                     | ? (-) ∞ ? (-)                                                     | ? (-) ∞ ? (-)                                                     | ? (-) ∞ ? (-)                                                     | ? (-) ∞ ? (-)                                                     |
| Grootouders                              | Reinier II van Henegouwen (890-932) ∞ ? (-)                       | Reinier II van Henegouwen (890-932) ∞ ? (-)                       | Reinier II van Henegouwen (890-932) ∞ ? (-)                       | Reinier II van Henegouwen (890-932) ∞ ? (-)                       | ? (-) ∞ ? (-)                                                     | ? (-) ∞ ? (-)                                                     | ? (-) ∞ ? (-)                                                     | ? (-) ∞ ? (-)                                                     |
| Ouders                                   | Reinier III van Henegouwen (920-973) ∞ Adela van Leuven (929-961) | Reinier III van Henegouwen (920-973) ∞ Adela van Leuven (929-961) | Reinier III van Henegouwen (920-973) ∞ Adela van Leuven (929-961) | Reinier III van Henegouwen (920-973) ∞ Adela van Leuven (929-961) | Reinier III van Henegouwen (920-973) ∞ Adela van Leuven (929-961) | Reinier III van Henegouwen (920-973) ∞ Adela van Leuven (929-961) | Reinier III van Henegouwen (920-973) ∞ Adela van Leuven (929-961) | Reinier III van Henegouwen (920-973) ∞ Adela van Leuven (929-961) |
| Reinier IV van Henegouwen (947-1013)     |                                                                   |                                                                   |                                                                   |                                                                   |                                                                   |                                                                   |                                                                   |                                                                   |

- Gemeinsame Normdatei: 138794693
- Virtual International Authority File: 95420258